# Список часових періодів
Категоризація минулого на окремі, кількісно визначені та названі блоки часу називається періодизацією. Це список таких визначених часових періодів у різних областях науки.
В археології та антропології, доісторичний період поділяється згідно з тривіковою системою. Цей список включає використання тривікової системи, а також низку різних назв, що використовуються для позначення підперіодів у межах традиційної трійки.
Дати для кожного віку можуть відрізнятися залежно від регіону. На геологічній шкалі часу, голоценова епоха починається в кінці останнього льодовикового періоду поточної льодовикової епохи (бл. 10 000 р. до н. е.) та триває до сьогоднішнього дня. Початок мезоліту прийнято вважати початком епохи голоцену.

## Доісторичні періоди

### Людська ера
- Докембрій
  - Гадей (або гадеозой)
  - Архей (або археозой)
  - Протерозой
    - Палеопротерозой
      - Сидерій
      - Рясій
      - Статерій

    - Мезопротерозой
      - Стеній

    - Неопротерозой
      - Тоній
      - Кріогеній
      - Едіакарій
- Палеозой
  - Кембрій
    - Кембрійський вибух

  - Ордовик
  - Силурій
  - Девон
  - Карбон
  - Перм
- Мезозой
  - Тріаст
  - Юра
  - Крейда
- Кайнозой
  - Палеоген
    - Палеоцен
    - Еоцен
    - Олігоцен

  - Неоген
    - Міоцен
    - Пліоцен

  - Антропоген (четвертинний період)
    - Плейстоцен
    - Голоцен
      - Гренландський
      - Нортгрипський
      - Мегхалейський

    - Антропоцен

## Загальні періоди
- Геохронологічна шкала – Період до появи людей. Від 4.6 мільярдів до 3 мільйонів років тому (див. "Доісторичні періоди" для більш детальної інформації).
- Ера Приматоморфів – Період до появи Приматоморфи
- Ера Симіанів – Період до появи Вищих приматів
- Ера Гоміноїдів – Період до появи Гоміноїдів
- Ера Гомінідів – Період до появи Гомінідів
  - Віддалені ознаки людиноподібних мавп
- Ера Гомінінів – Період до появи Гомінінів
- Ера Гомінінних – Період до появи Гомінінних
- Доісторія – Період між появою Homo ("люди"; перші кам'яні інструменти прибл. три мільйони років тому) і винаходом систем письма (для Стародавнього Близького Сходу: прибл. п'ять тисяч років тому).
  - Палеоліт – найдавніший період Кам'яної доби.
    - Нижній палеоліт – час архаїчних видів людей, що передує Homo sapiens.
    - Середній палеоліт – співіснування архаїчних та анатомічно сучасних людей.
    - Верхній палеоліт – всесвітнє розширення ареалу анатомічно сучасних людей, зникнення архаїчних людей через вимирання або схрещування з сучасними людьми; найраніші докази образотворчого мистецтва.

  - Мезоліт (Епіпалеоліт) – період у розвитку людської технології між Палеолітним та Неолітним періодами.
  - Неоліт – період первісного технологічного та соціального розвитку, що почався близько 10-го тис. до н.е. в частинах Близького Сходу, та згодом у інших частинах світу.
  - Халколіт (або "Енеоліт", "Мідний вік") – все ще переважно неолітичний за характером, коли поруч з використанням кам'яних інструментів з'явилася рання мідна металургія.
  - Бронзова доба – не вважається частиною доісторії для всіх регіонів та цивілізацій, які прийняли або розвинули систему письма.
    - Стародавній Єгипет

  - Залізна доба – не вважається частиною доісторії для цивілізацій, які ввели письмові записи під час Бронзової доби.
- Стародавній світ – Сукупність минулих подій від початку записаної історії людства та простягається до Раннього середньовіччя або Посткласичної епохи. Часовий проміжок записаної історії становить приблизно п'ять тисяч років, починаючи з найраніших лінгвістичних записів у третьому тисячолітті до н.е. у Месопотамії та Єгипті.
  - Античність (також Класична епоха) – Широкий термін для довгого періоду культурної історії, зосередженого навколо Середземного моря, що охоплює взаємопов'язані цивілізації давньої Греції та давнього Риму, відомих як Греко-Римський світ. Це період, у якому грецька та римська культури процвітали та мали великий вплив по всій Європі, Північній Африці та на Близькому Сході.
  - Посткласична історія – Період часу, що безпосередньо слідує за давньою історією. Залежно від континенту, ера загалом відноситься до років 200–600 н.е. та 1200–1500 н.е. Основні класичні цивілізації, за якими слідує ця ера, включають Китай Хань (закінчення у 220 р.), Західна Римська імперія (у 476 р.), Імперія Гуптів (у 550-х роках), та Сасанідська імперія (у 651 р.).
- Середньовіччя – Тривало з 5-го по 15-е століття. Почалося з падіння Західної Римської імперії у 476 році та різними істориками вважається завершеним з падінням Константинополя у 1453 році, або відкриттям Америки Колумбом у 1492 році, що веде до Ренесансу та Епохи Відкриттів.
  - Раннє середньовіччя
  - Високе середньовіччя
  - Пізнє середньовіччя
- Нова історія – Після посткласичної епохи.
  - Ранній новий період – Хронологічні межі цього періоду підлягають дебатам. Він виходить з Пізнього середньовіччя (бл. 1500 р.), обмежений істориками початком з падіння Константинополя у 1453 році. Проявляється у формах, таких як Італійське Відродження на Заході, династія Мін на Сході, та піднесення Ацтеків у Новому Світі. Період закінчується з початком Епохи Революцій.
  - Пізній новий період – Почався приблизно в середині 18-го століття; визначні історичні віхи включають: Французьку революцію, Американську революцію, Промислову революцію та Велику дивергенцію.
  - Сучасна історія – Історія в межах живої пам'яті. Вона зміщується вперед разом з поколіннями, і сьогодні охоплює історичні події приблизно з 1945 року, які безпосередньо важливі для сучасного часу.